# Pinanga watanaiana
Pinanga watanaiana là loài thực vật có hoa thuộc họ Arecaceae. Loài này được C.K.Lim miêu tả khoa học đầu tiên năm 1998.